# Kościół Wniebowzięcia Najświętszej Maryi Panny w Ligocie Książęcej
Kościół Wniebowzięcia Najświętszej Maryi Panny – rzymskokatolicki kościół parafialny we wsi Ligota Książęca. Świątynia należy do parafii Wniebowzięcia Najświętszej Maryi Panny w dekanacie Namysłów zachód, archidiecezji wrocławskiej. Dnia  16 czerwca 1958 roku, pod numerem 400/58 kościół został wpisany do rejestru zabytków województwa opolskiego.

## Historia kościoła

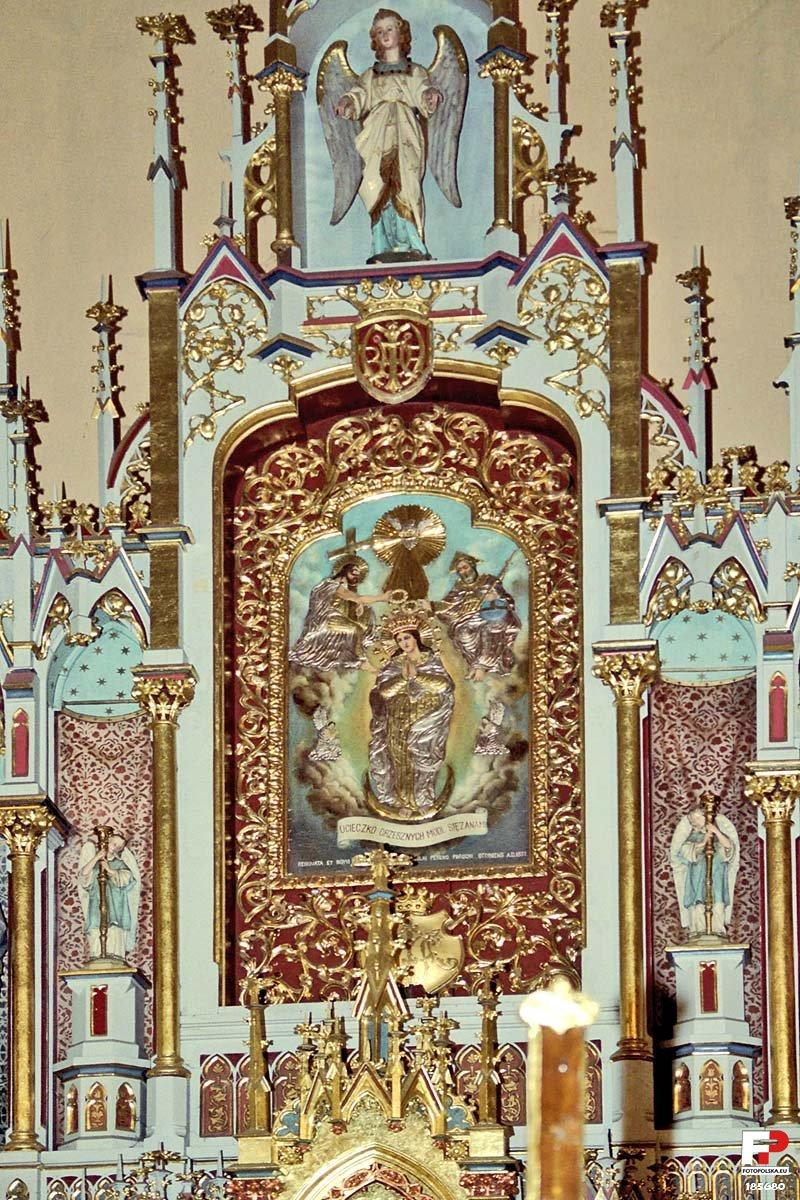
Ołtarz z obrazem Matki Bożej Otyńskiej

Poświęcenie kościoła miało miejsce w 1957 roku. W tym samym czasie nastąpiło odsłonięcie obrazu Matki Boskiej Otyńskiej, której wizerunek został przywieziony wraz z repatriantami w 1945 roku z miejscowości Ottynia (dzisiejszy teren Ukrainy). W 1997 roku ks. kard. Henryk Gulbinowicz, ówczesny metropolita wrocławski koronował obraz Wniebowzięcia Najświętszej Maryi Panny a kościół w Ligocie Książęcej został ustanowiony Sanktuarium Maryjnym archidiecezji wrocławskiej.